# Alessandro Pajno
Alessandro Pajno, né le 31 août 1948 à Palerme, est un magistrat, professeur et homme politique italien.